# Jana Prikryl
Jana Prikryl, narozená jako Jana Přikrylová (* 1975 Ostrava), je básnířka, esejistka, redaktorka a kritička českého původu žijící ve Spojených státech.

## Život
Jana opustila Československo v pěti letech, když ji rodiče v roce 1980 vzali i s jejím starším bratrem na dovolenou do tehdejší Jugoslávie. S pasy platnými pouze pro cestu do Jugoslávie získali čtyřdenní turistická víza do Rakouska a emigrovali. Když bylo Janě šest let, rodina se přestěhovala z Rakouska do Kanady. Usadili se v Hamiltonu, kde Jana absolvovala střední školu. Na Torontské universitě získala bakalářský titul z angličtiny. Nějaký čas žila v Dublinu, v roce 2003 se přestěhovala do New Yorku, kde na Newyorské universitě absolvovala magisterské studium zaměřené na kulturní zpravodajství a kritiku. Po promoci začala pracovat v New York Review of Books, nejprve jako stážistka, pak jako redaktorka. V roce 2021 se stala šéfredaktorkou.
Svou první básnickou sbírku vydala v roce 2016. Po jejím úspěchu získala různá stipendia či granty pro tvůrčí psaní: na harvardském Radcliffe Institute for Advanced Study (2017–2018), Guggenheimovo stipendium (2020), stipendium Yaddo nebo grant od Canada Council for the Arts. Spolupracuje s různými časopisy, např. New Yorker, London Review of Books, Paris Review nebo The Poetry Society of America. Píše také eseje, věnované zejména fotografii a filmu.
V roce 2016 získala americké občanství. Od roku 2019 žije v Brooklynu. S manželem Colinem Geem, který je výkonným umělcem, má syna Nicholase. Její matka, Marcela Přikrylová, pracuje v oblasti vědy o materiálech, je výtvarnicí a skicářkou soudní síně pro Hamilton Spectator. Janin starší bratr zemřel při autonehodě v roce 1995 ve věku 27 let: jemu věnovala Jana Prikryl svou první knihu poezie The After Party.
Jan Prikryl píše výhradně anglicky, i když češtinu nezapomněla. Česká témata se občas v její tvorbě objevila. V roce 2009 napsala esej o Milanu Kunderovi, kde se autora zastává a snaží se americkým čtenářům osvětlit nejasnosti vyvolané článkem v časopise Respekt. Jiná její esej je věnována českému režisérovi Jaromilu Jirešovi.

## Tvorba

### Básnické sbírky
- The After Party (2016)
- No Matter (2019)
- Midwood (2022)

### Příspěvky v antologiích
- The Unprofessionals: New American Writing from The Paris Review (2015)
- Best Canadian Poetry 2020
- Best American Poetry 2020